# 다이가쿠역
다이가쿠역은 1991년에 개업한, 니시큐슈선 마츠우라 철도의 역이다. 나가사키현 사세보시에 위치해 있으며, 아이노우라역과 카미아이노우라역과 인접하고 있다.

## 역사
- 1991년 : 다이카우마에역이라는 명칭으로 개통
- 1994년 : 다이가쿠역으로 개칭

## 역 주변
- 나가사키현립대학 사세보캠퍼스
- 시립 아이노우라 중학교
- 에레나 아이노우라